# Beothuk
Beothuk era um povo indígena com base na ilha de Terra Nova.
A cultura Beothuk iniciou-se por volta do ano 1500. Parece ser a mais recente manifestação cultural dos povos que primeiro migraram de Labrador para a Terra Nova em torno do ano 1 antes de Cristo. Os ancestrais deste grupo tiveram três fases culturais anteriores, cada um durando cerca de 500 anos.